# Lundbergsgatan

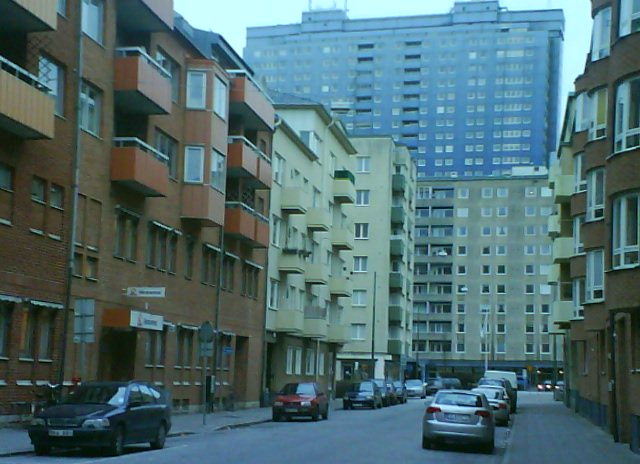
Lundbergsgatan.

Lundbergsgatan är en gata i Malmö, uppkallad efter Johan Lorents Lundberg. Gatan löper från Mariedalsvägen till Skvadronsgatan i bostadsområdet Rönneholm inom stadsområdet Innerstaden.
På Lundbergsgatan 9 ligger vårdcentralen Lundbergsgatan och i denna hänger ett porträtt av Lundberg.
Byggnadsnämnden i Malmö föreslog 1910 namnet Trollegatan för denna gata efter namnet på donatorn av stadens jord i hörnet av Regementsgatan och Mariedalsvägen. Stadsfullmäktiges beredningsutskott ansåg dock att det ej förelåg tillräckliga skäl för utbyte av den redan hävdvunna benämningen Lundbergsgatan, vilken fastställdes av stadsfullmäktige samma år. Kvarteren "Viola", "Hildegard", "Ebba", "Sigrid" och "Ingeborg" är uppkallade efter Lundbergs hustru och döttrar.